# Joseph Martin Kraus
Joseph Martin Kraus (1756-1792) là nhà soạn nhạc người Thụy Điển gốc Đức. Ông được người đời tôn vinh là "Mozart của Thụy Điển" và có một cuộc đời khá giống nhà soạn nhạc người Áo này. Lĩnh vực mà Kraus có đóng góp lớn nhất chính là các giao hưởng. Nhận xét về các tác phẩm này, Joseph Haydn đánh giá: 
| “ | ’Các bản giao hưởng anh ấy viết cho thành Viên thực sự làm tôi nghĩ đến một sự bậc thầy trong thế kỷ này. Tôi tin rằng sẽ có ít người có khả năng sáng tác như thế | ” |

.
Ngoài ra, Haydn còn có nhận xét vào năm 1798:
| “ | ’Kraus là nhà soạn nhạc vĩ đại đầu tiên của một thế hệ thiên tài mà tôi biết đến từ trước tới nay. Chỉ tiếc là anh ấy và Mozart đều ra đi khi còn quá trẻ | ” |